# نيلس هنريك برون
نيلس هنريك برون هو مهندس وشخصية أعمال نرويجي، (و. 1832  م).